# Pectiniunguis americanus
Pectiniunguis americanus is een duizendpotensoort uit de familie van de Schendylidae. De wetenschappelijke naam van de soort is voor het eerst geldig gepubliceerd in 1889 door Bollman.